# Stanisław Tessaro

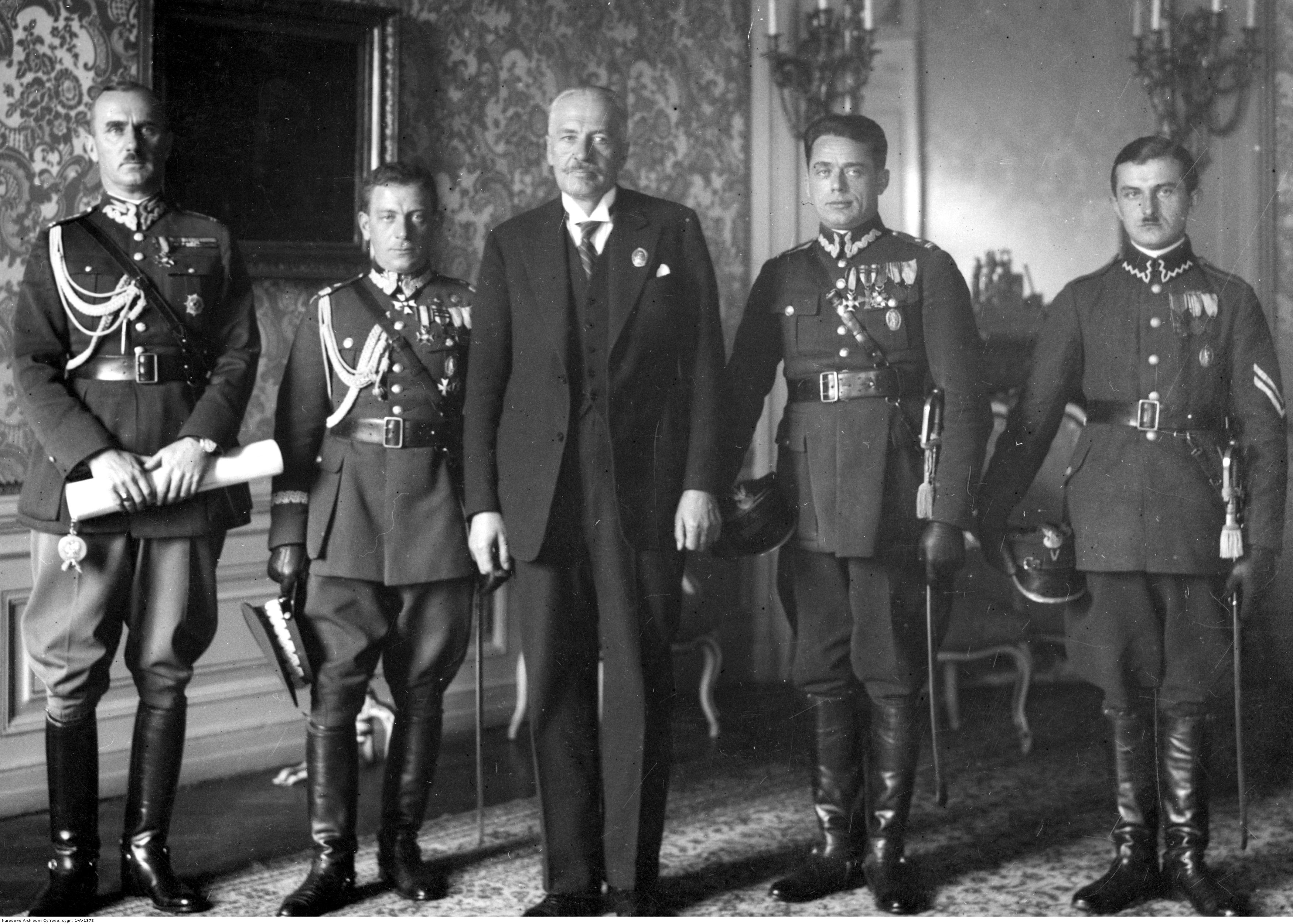
Wręczenie prezydentowi RP Ignacemu Mościckiemu odznaki pamiątkowej KOP 20 listopada 1929 r.; gen. bryg. Stanisław Tessaro drugi z lewej.

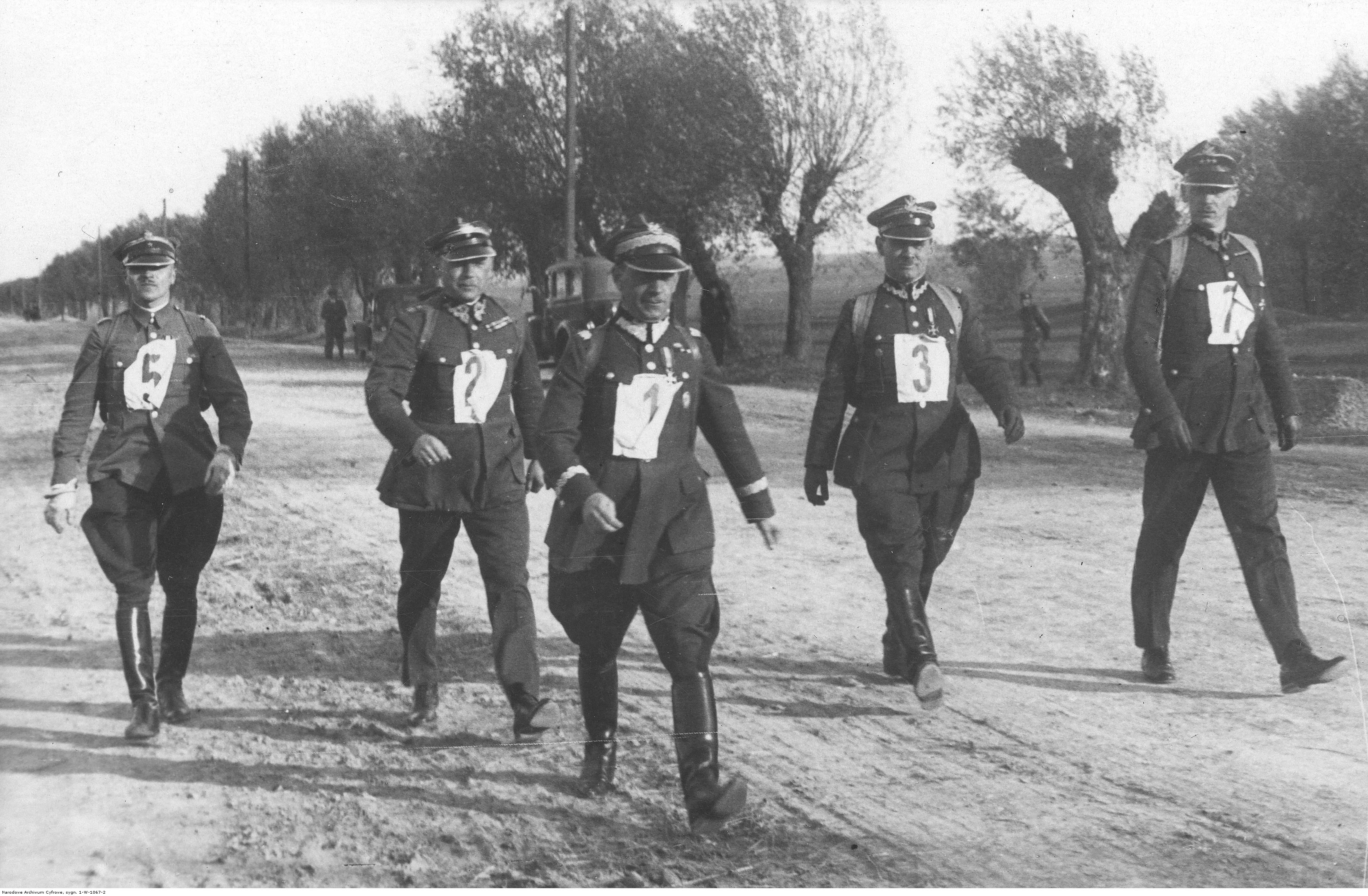
Marsz o odznakę sprawnościową w DOK X Przemyśl. Widoczni są mjr Przemysław Nakoniecznikoff-Klukowski (nr 5), mjr Tadeusz Żyborski (nr 2), gen. Stanisław Tessaro (nr 1), mjr Stawarz (nr 3), kpt. Żwinklewicz (nr 7).

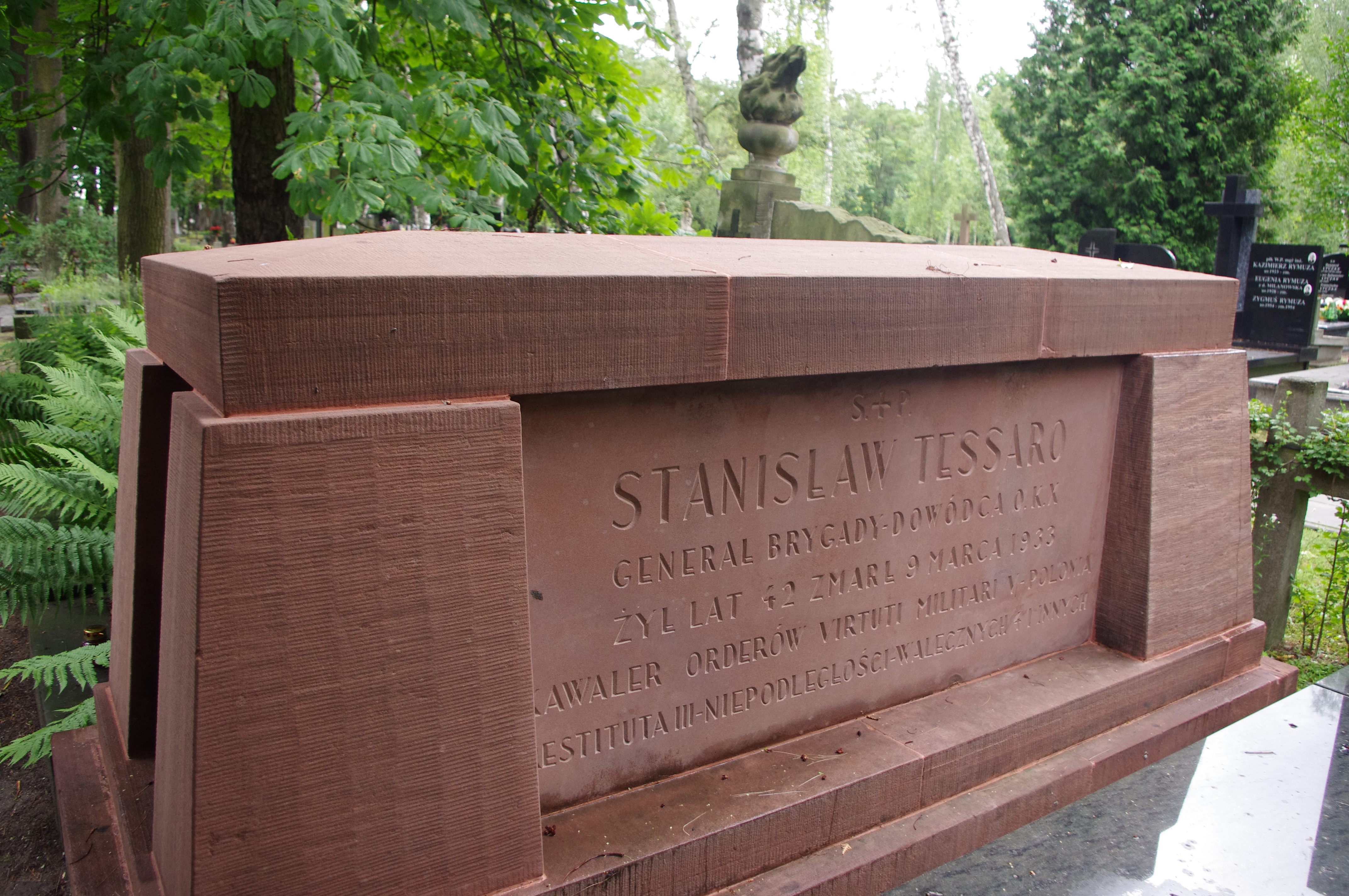
Grób gen. Stanisława Tessaro na Cmentarzu Wojskowym na Powązkach w Warszawie

Stanisław Tessaro, ps. „Marian”, „Zosik” (ur. 24 czerwca 1891 w Białej Podlaskiej, zm. 9 marca 1933 w Przemyślu) – generał brygady Wojska Polskiego, kawaler Orderu Virtuti Militari.

## Życiorys
Stanisław Tessaro urodził się 24 czerwca 1891 w Białej, mieście powiatowym ówczesnej guberni siedleckiej Królestwa Polskiego. Uczył się w Państwowej Szkole Realnej w Warszawie, a następnie w Szkole Realnej Witolda Wróblewskiego, w której w 1909 złożył maturę. W grudniu 1905 wziął udział w strajku szkolnym. W latach 1909–1913 studiował na Wydziale Budowy Maszyn Szkoły Politechnicznej we Lwowie.
W szkole realnej należał do tajnych kółek samokształceniowych, natomiast podczas studiów rozpoczął działalność niepodległościową. W 1909, jako jeden z pierwszych, został członkiem Związku Walki Czynnej, a w następnym roku członkiem Związku Strzeleckiego „Strzelec”. W Związku przeszedł wszystkie szczeble dowodzenia, do kompanii włącznie. W 1912 został oficerem Związku, a po ukończeniu Wyższego Kursu Szkoły Oficerskiej Związku Walki Czynnej, jako jeden z sześćdziesięciu sześciu absolwentów, otrzymał odznakę oficerską „Parasol”. W 1913 został komendantem Okręgu Związku Strzeleckiego w Zagłębiu Dąbrowskim i jednocześnie „okręgowcem PPS”, czyli członkiem kierownictwa Okręgu Polskiej Partii Socjalistycznej. Pracę konspiracyjną prowadził pod pseudonimem „Marian”; miał wówczas dwadzieścia dwa lata. Jesienią 1913, w Sosnowcu, w czasie jednego z wykładów doszło do wypadku z użyciem broni palnej, w następstwie którego został zatrzymany. Udało mu się uciec z komisariatu Policji, a następnie wyjechać z Zagłębia Dąbrowskiego. Został wyznaczony na stanowisko komendanta Związku Strzeleckiego w Wilnie. W 1914 został odwołany do Krakowa.
W czasie I wojny światowej walczył w szeregach Legionów. 6 sierpnia 1914 wyruszył z Krakowa na czele drugiej kompanii kadrowej, która następnie weszła w skład III batalionu. Do kwietnia 1917 dowodził kompanią, a do lipca tego roku batalionem 1 pułku piechoty. 29 września 1914 awansował na porucznika, a 15 czerwca 1915 na kapitana. 22 października 1914 został ranny w bitwie pod Anielinem. W lipcu 1917, po kryzysie przysięgowym, został internowany w Szczypiornie. Do obozu udał się na ochotnika, w mundurze sierżanta, razem z szeregowymi żołnierzami Legionów. W Szczypiornie pełnił funkcję konspiracyjnego komendanta obozu. Zadenuncjowany został wywieziony do Niemiec. Był więziony w Havelbergu, Rastatt i Werl. W połowie października 1918 powrócił do Królestwa Polskiego i został komendantem Okręgu VIIIa Polskiej Organizacji Wojskowej w Zamościu. 1 listopada 1918, wykonując rozkaz generała Edwarda Śmigłego-Rydza, przeprowadził mobilizację POW na terenie okręgu zamojskiego. 4 listopada awansował na majora i został mianowany komendantem Okręgu Wojskowego „Zamość”. Był jednym z organizatorów Chełmskiego Pułku Piechoty, który został później przemianowany na 35 pułk piechoty.
Następnie pełnił służbę na stanowisku dowódcy batalionu zapasowego 35 pułku piechoty. W maju 1919 został przeniesiony do 2 Dywizji Piechoty Legionów, w której objął dowództwo grupy operacyjnej złożonej z trzech baonów piechoty, szwadronu kawalerii i baterii artylerii. Od 19 lipca 1919 do 23 lipca 1920 dowodził 2 pułkiem piechoty Legionów. Na tym stanowisku 22 maja 1920 został zatwierdzony z dniem 1 kwietnia 1920 w stopniu pułkownika, w piechocie, „w grupie byłych oficerów Legionów Polskich”. 3 maja 1922 zweryfikowany został w tym stopniu ze starszeństwem z dniem 1 czerwca 1919 w korpusie oficerów piechoty. Od lipca do października 1921 dowodził II Brygadą Piechoty Legionów i jednocześnie, od września 1920 do 1921, pełnił obowiązki dowódcy 2 Dywizji Piechoty Legionów. Od 1923 do maja 1926 był dowódcą piechoty dywizyjnej 30 Dywizji Piechoty. 31 lipca 1926 został wyznaczony na stanowisko dowódcy 30 Dywizji Piechoty w Kobryniu.
16 marca 1927 Prezydent RP Ignacy Mościcki na wniosek Ministra Spraw Wojskowych, Pierwszego Marszałka Polski Józefa Piłsudskiego awansował go na generała brygady ze starszeństwem z dniem 1 stycznia 1927 i 12. lokatą w korpusie generałów.
12 maja 1929 zwolniony został ze stanowiska dowódcy dywizji i mianowany dowódcą Korpusu Ochrony Pogranicza. 14 października 1930 został mianowany dowódcą Okręgu Korpusu Nr X w Przemyślu. W poniedziałek 10 listopada 1930 roku przybył do Przemyśla i objął obowiązki dowódcy okręgu korpusu.
W sobotę 4 marca 1933 zachorował na zapalenie płuc i opłucnej. W poniedziałek 6 marca przewieziony został do 10 Szpitala Okręgowego w Przemyślu. Zmarł w szpitalu, w czwartek 9 marca 1933 o godz. 13:50. Bezpośrednią przyczyną zgonu był udar serca.
13 marca 1933 w Przemyślu o godz. 9:00 odbyła się eksportacja zwłok z kaplicy Szpitala Okręgowego Nr X do katedry, a następnie na dworzec kolejowy. Nabożeństwo w katedrze odprawili: ks. biskup sufragan Franciszek Barda – w obrządku łacińskim i ks. biskup Jozafat Kocyłowski – w obrządku greckokatolickim. Na dworcu zmarłego pożegnali przemówieniami generałowie brygady: Wacław Scaevola-Wieczorkiewicz i Stanisław Wieroński oraz burmistrz Przemyśla Roman Krogulecki. O godz. 15.52 pociąg pośpieszny wiozący trumnę ze zwłokami generała odjechał w kierunku Warszawy. Tłumy publiczności, uczestniczące w uroczystościach pogrzebowych w Przemyślu, przekraczały 20 tysięcy osób. O godz. 23:15 pociąg przyjechał na Dworzec Główny w Warszawie, gdzie oczekiwała rodzina zmarłego. Następnie trumna została przewieziona do kościoła garnizonowego przy ulicy Długiej.
14 marca 1933 został pochowany na Cmentarzu Wojskowym na Powązkach w Warszawie (kwatera A5-7-6). Po modłach, odprawionych przez duchowieństwo, w chwili spuszczania trumny do grobu, orkiestra odegrała pobudkę, marsza generalskiego i „Pierwszą Brygadę”, a wojsko oddało honory. Ceremonię pogrzebową poprzedziła msza, odprawiona o godz. 10.00, w kościele garnizonowym przez ks. prałata Bronisława Michalskiego. W nabożeństwie uczestniczyła rodzina Zmarłego, prezes Rady Ministrów Aleksander Prystor wraz z przedstawicielami rządu, wiceministrowie spraw wojskowych, gen. dyw. Kazimierz Fabrycy i gen. bryg. Felicjan Sławoj Składkowski, generalicja z gen. dyw. Kazimierzem Sosnkowskim i gen. dyw. Edwardem Śmigły-Rydzem na czele, szef Gabinetu Wojskowego Prezydenta RP, płk Jan Głogowski, delegacje oficerskie i podoficerskie z oddziałów wojskowych z Warszawy i z Okręgu Korpusu Przemyśl, przyjaciele, koledzy i liczne rzesze publiczności.
Pracownicy Powiatowej Komendy Uzupełnień Sanok (oficerowie, podoficerowie zawodowi i urzędnicy cywilni) złożyli kwotę 25 zł na Polskie Towarzystwo Opieki nad Sierotami po Poległych Wojskowych, zamiast wieńca na trumnę śp. gen. bryg. Stanisława Zosik-Tessaro.

## Ordery i odznaczenia
- Krzyż Srebrny Orderu Wojskowego Virtuti Militari nr 1223 (28 lutego 1921)[18][19]
- Krzyż Komandorski Orderu Odrodzenia Polski (10 listopada 1928)[20][21]
- Krzyż Niepodległości (20 stycznia 1931)[22]
- Krzyż Walecznych (czterokrotnie, po raz 2, 3 i 4 w 1921)[23]
- Złoty Krzyż Zasługi (18 marca 1932)[24]
- Medal Pamiątkowy za Wojnę 1918–1921[25]
- Medal Dziesięciolecia Odzyskanej Niepodległości[25]
- Znak oficerski „Parasol”[25]
- Odznaka „Za wierną służbę”[25]
- Odznaka za Rany i Kontuzje[25]
- Państwowa Odznaka Sportowa (1931)[26]

## Upamiętnienie
- imieniem Stanisława Tessaro-Zosika nazwano oddział Związku Strzeleckiego w Stanisławowie[27]
- w dniu 18 października 2018 r. placówka Straży Granicznej w Białej Podlaskiej otrzymała imię gen. bryg. Stanisława Tessaro – zasłużonego dowódcy Korpusu Ochrony Pogranicza[28]
- jedna z ulic w Białej Podlaskiej nosi imię Stanisława Tessaro